# Lodewijk Vleeschouwer
Lodewijk (Louis) Joachim Vleeschouwer, född 19 augusti 1810 i Antwerpen, död 12 oktober 1866, var en belgisk författare på flamländska och publicist.
Vleeschouwer var språklärare i Amerika 1828–1834, studerade därefter medicin i Paris och Berlin, men övergick till skriftställarbanan 1840. Han redigerade 1844–1847 Handelsblad i Antwerpen, uppsatte 1845 skämttidningen De roskam (egentligen "Ryktborsten"), som 1848 omstöptes till Het vaderland, och 1847 den litterära tidskriften De broederhand, utgav 1851–1860 Journal d'Anvers och var därefter redaktör av det satiriska bladet Reinaert de Vos. Vleeschouwer verkställde en översättning av Goethes Faust (1842; 2:a upplagan 1864) och skrev skissamlingen Stukken en brokken (1851).